# Adícora (Venezuela)
Pour les articles homonymes, voir Adicora.
Adícora est la capitale de la paroisse civile d'Adícora de la municipalité de Falcón dans l'État de Falcón au Venezuela. Elle constitue une station balnéaire de la côte nord-est de la péninsule de Paraguaná, à 24 km au sud de l'ile d'Aruba, prisée des surfeurs. 

## Géographie
Une plage protégée par des récifs, eaux tièdes avec davantage de vagues que plus à l'ouest. Dans le bourg, se trouvent plusieurs auberges, restaurants et logement à louer.
En raison des vents forts, c'est devenu un centre international pour la pratique du kitesurf et de la planche à voile.

### Climat
Ses eaux tièdes sont peu profondes. Les plages du nord offrent des eaux calmes. Sur les plages du sud, on trouve de la houle et des vagues qui permettent la pratique du surf.
Les vents d'est-nord-est présents toute l'année, sont forts de février à septembre (force 6Bft), avec un maximum au mois de mai, et modérés d'octobre à janvier (force 4Bft+).
On peut y accéder par voie terrestre ou aérienne.

## Histoire
Ce fut un village portuaire, compte tenu de sa caractéristique géographique de cap, avec des échanges commerciaux importants avec les antilles hollandaises dans les Caraïbes, comme avec d'autres îles, jusque pendant une grande partie du XXe siècle. Sur ses côtes étaient amarrés divers bateaux à voiles et des embarcations plus petites. Ces dernières sont encore observables et partent en mer à la recherche de poissons comme le requin mako, le vivaneau campèche, le chinchard, la raie manta, ...
C'est une destination touristique, principalement lors des congés de la semaine sainte, du carnaval et au mois d'août.

## Images

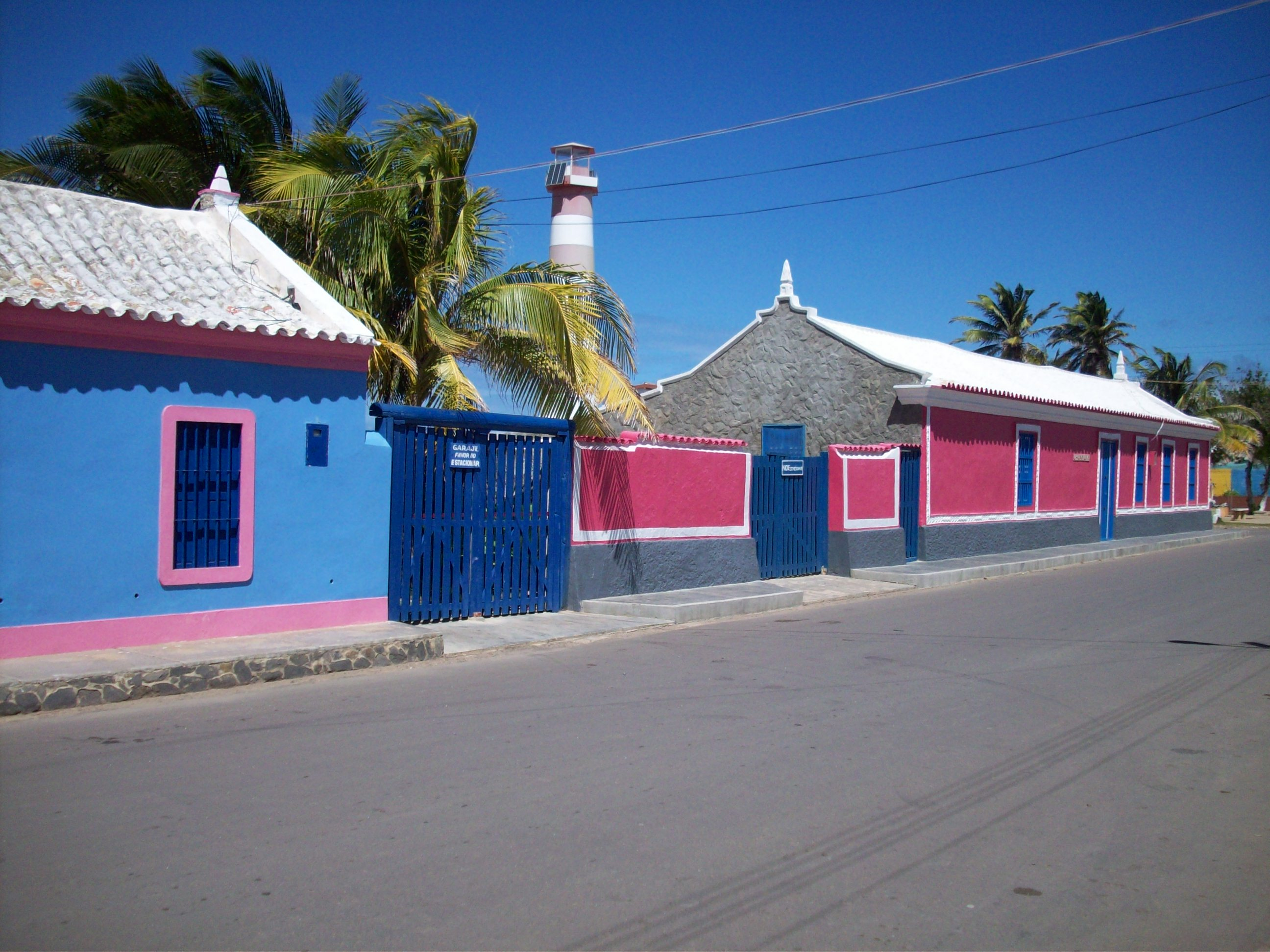
Maisons de Adícora.
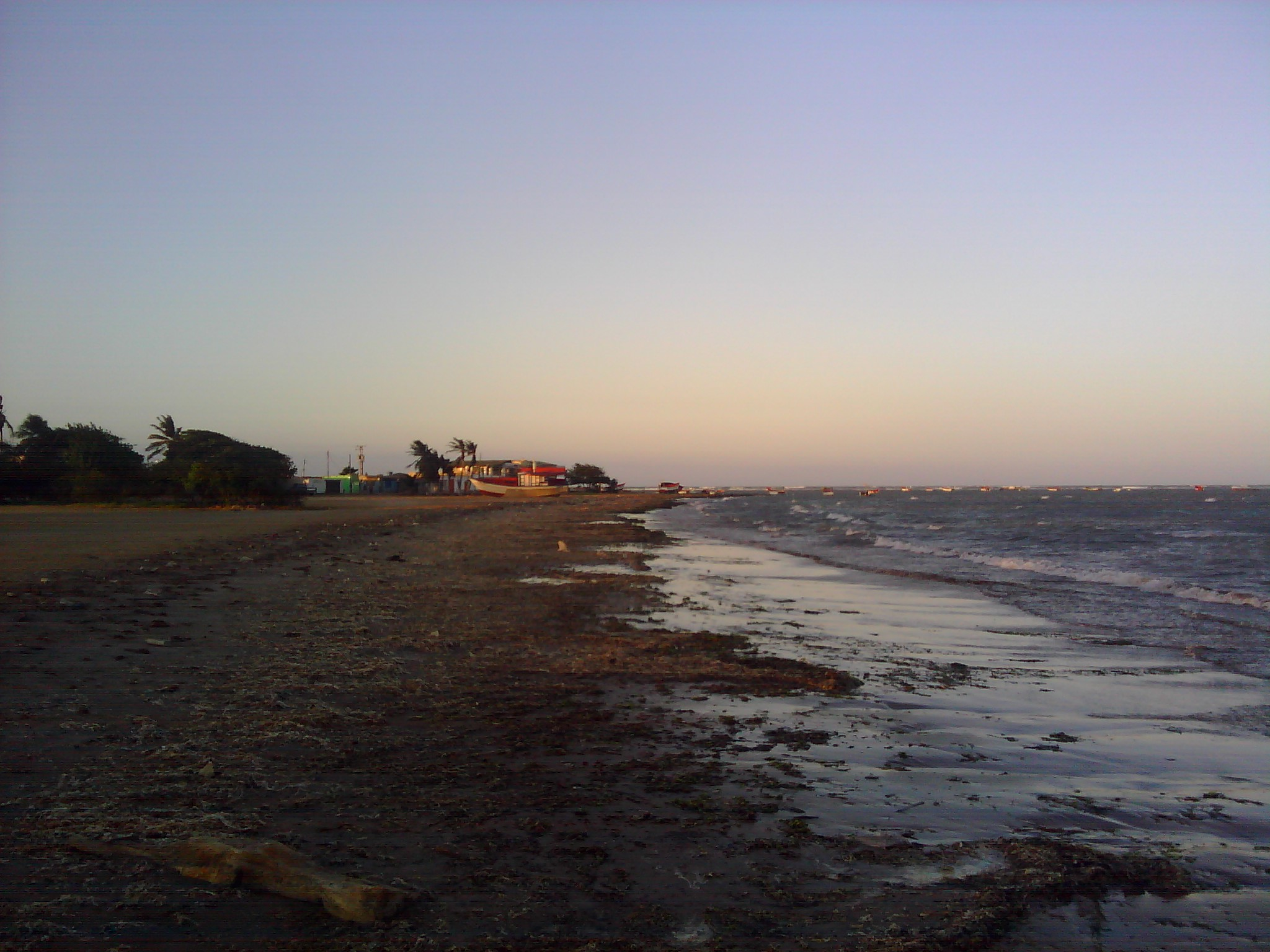
Plage sud d'Adicora, prisée par les amateurs de planche à voile et kitesurf.